# Ekonomiåret 2016

## Händelser
- 4 januari – Stockholmsbörsen faller med över 3 % efter senare tidens börsras i Kina.[1]
- 7 januari – Priset på olja från Nordsjön, som sjunkit sedan mitten av 2014, faller till 33 amerikanska dollar per fat, och når därmed sina lägsta nivåer sedan 2004.[2]
- 1 februari – Sverige avskaffar det kommunala vårdnadsbidraget.[3]
- 24 juni - Sedan Storbritannien föregående dag i en folkomröstningen sagt ja till att lämna EU rasar det brittiska pundet till sin lägsta nivå på 31 år samtidigt som aktiebörserna runtom i Europa sjunker.[4]

## Avlidna
- 1 januari – Brian Johns, 79, australisk affärsman, VD för ABC åren 1995–2000.[5]
- 5 mars – Sture Eskilsson, 85, svensk företagsledare och politisk strateg.[6]
- 19 mars – Olle Blomqvist, 87, svensk entreprenör, grundare av Ellos.[7]
- 11 april – Ed Snider, 83, amerikansk företagsledare, ägare av Comcast Spectacor, grundare av Philadelphia Flyers.[8]
- 4 maj – Charlotte Bonnier, 83, svensk miljardär, delägare i Bonnierkoncernen.[9]
- 9 augusti – Gerald Grosvenor, 6:e hertig av Westminster, 64, brittisk hertig, fastighetsägare och affärsman, en av Storbritanniens rikaste personer.[10]